# Rabosa argentada
La rabosa argentada (Clinitrachus argentatus) és una espècie de peix marí pertanyent a la família dels clínids i l'única del gènere Clinitrachus.

## Descripció
Cos molt comprimit, amb la pell aparentment nua perquè les escates són molt menudes i es troben incloses dins la pell. El cap és petit, amb el musell agut i els llavis carnosos. Espai interorbitari menor que el diàmetre ocular. L'aleta dorsal té en total de 28 a 31 radis espiniformes i 3 o 4 radis tous (els tres primers estan separats de la resta per una incisió profunda, i la llargada dels següents augmenta progressivament cap enrere). L'aleta anal té 2 radis espiniformes i de 18 a 20 radis tous. El darrer radi de la dorsal i de l'anal estan units al peduncle caudal per una membrana. El color de fons és molt variable: des d'un verd fosc a brunenc o groguenc. Sobre els costats hi ha grans taques de color blanc argentat. Sobre la part inferior del cap molt sovint hi ha una estreta banda obliqua obscura que arriba al marge inferior de l'ull. Sobre les aletes dorsal i anal hi ha una sèrie de bandes fosques verticals. La longitud total habitual és de 6 o 7 cm, encara que, excepcionalment, ateny els 10 cm. Empra les aletes ventrals per caminar sobre el fons.

## Reproducció
Té lloc entre el maig i el juny. Els mascles protegeixen els ous dipositats per diverses femelles.

## Alimentació
Menja invertebrats bentònics (els individus més petits es nodreixen principalment de copèpodes, mentre que els més grans s'alimenten d'amfípodes, isòpodes, braquiürs i poliquets). El seu nivell tròfic és de 3,5.

## Hàbitat i distribució geogràfica
És un peix marí, demersal i de clima subtropical (46°N-20°N, 18°W-36°E), el qual viu a les àrees de poca fondària i sobre fons de roca entre els herbers de posidònies de l'Atlàntic nord-oriental (Portugal, l'Estat espanyol i el Marroc) i de la mar Mediterrània (les illes Balears, França -incloent-hi Còrsega-, Itàlia -incloent-hi Sardenya i Sicília-, Malta, la mar Adriàtica, Albània, Eslovènia, la mar Egea, Grècia -com ara, Creta-, la mar de Màrmara, Turquia, Síria i Algèria).

## Observacions
És inofensiu per als humans i el seu índex de vulnerabilitat és baix (10 de 100).